# Herpestes fuscus
El meloncillo pardo (Herpestes fuscus) es una especie de mamífero carnívoro de la familia Herpestidae similar al meloncillo colicorto (Herpestes brachyurus) del sudeste de Asia; en ocasiones se considera una subespecie de esta última. Se ubica al sudeste de la India y en Sri Lanka.